# アプシュタット
アプシュタット (ドイツ語: Abstatt) は、ドイツ連邦共和国バーデン＝ヴュルテンベルク州ハイルブロン郡の町村（以下、本項では便宜上「町」と記述する）で、シュトゥットガルト大都市圏の周縁部に属す。

## 地理

### 位置
アプシュタットは、ハイルブロン郡南部のシューツァハ川沿いに位置する。ハイルブロンへは北西に10kmの距離である。

### 隣接する市町村
アプシュタットに隣接する市町村は、西から時計回りに、イルスフェルト、ウンターグルッペンバッハ、ラウフェン・アム・ネッカー（飛び地のシュタットヴァルト・エッツレンスヴェンデン地区）およびバイルシュタインである。アプシュタットは、バイルシュタイン、イルスフェルト、ウンターグルッペンバッハとともに、イルスホーフェンに本部を置く自治体行政連合「シューツァハ＝ボットヴァールタール」を形成している。

### 自治体の構成
アプシュタットは、アプシュタット、ハッペンバッハ、およびヴィルデック城を含むフォーエンローエの各地区からなる。

## 歴史
アプシュタットは、1293年に初めて文献上の記録が遺されている。1490年にこの村はルートヴィヒ・フォン・バイエルン＝プファルツに売却された。ルートヴィヒは、プファルツ選帝侯フリードリヒ1世勝利侯の息子で、1488年にレーヴェンシュタイン家の所領を相続していた。1510年、アプシュタットはヴュルテンベルク領となった。ハッペンバッハとフォ−エンローエの村は、18世紀にはすでにアプシュタットの管轄下にあった。アプシュタットはフォーエンローエ、ヴィルデックおよびハッペンバッハとともに1806年の時点では世襲領とされた。アプシュタットは、1810年に、フォーエンローエ、ヴィルデックとともにオーバーアムト・ベジヒハイムに編入されたが、ハッペンバッハはオーバーアムト・ハイルブロンに属した。1842年にはアプシュタット、フォーエンローエ、ヴィルデックもオーバーアムト・ハイルブロンに移管され、1938年にハイルブロン郡の所属となった。
第二次世界大戦まで、この町は農業が主体の町であったが、その後、ハイルブロンのベッドタウンとなった。

## 行政

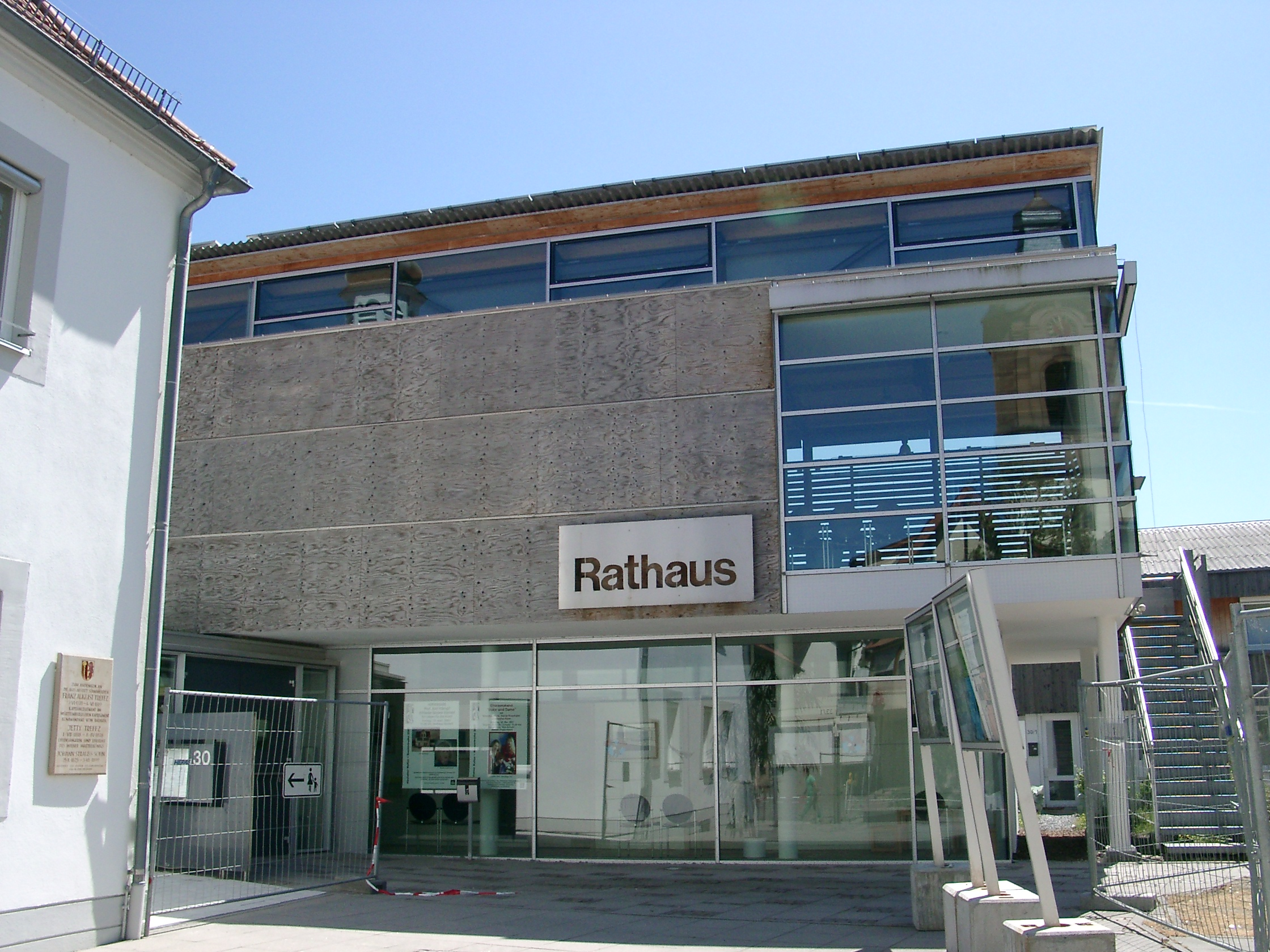
町役場

### 議会
アプシュタットの議会は14議席からなり、これに議長を務める首長が加わる。

### 紋章と旗
図柄: 左右二分割。向かって左は赤地に左曲がりの金の司教杖。向かって右は金地に赤いライオン。町の旗は、赤 - 白。
レーヴェンシュタイン伯の所領であったこの町の印章には、1628年からレーヴェンシュタインの印章が使われていた。それは四峰の山の上に王冠をつけたライオンが立つものであった。ライオンは初め右向き（向かって左）だったが、1697と1768年には左向きに向きを変えた物が現れた。20世紀の初めまで、アプシュタットの村長の印章には左向きのライオンが使われていた。町は、1907年のヴュルテンベルク文書局からの新しい紋章に関する提言を受け容れた。古い印章の歴史を知らなかった文書局は、現在の紋章を提案した。司教杖 (Abtsstab) は、地元ではアプツシュタット(Abtsstatt)とも称した町の名前を暗示する。ライオンは、レーヴェンシュタイン伯領の伝統的なデザインである。名前を象徴する司教杖は、一旦、アプシュタットから拒絶された。文書局が第2案として提示したのは、ヴュルテンベルクを表す鹿の角であった。町は、1907年11月21日に最初の案を採択した。旗は1980年にハイルブロン郡の地方局の認可を得た。

### 友好都市
- Léhon（フランス、コート＝ダルモール県）

## 文化と見所

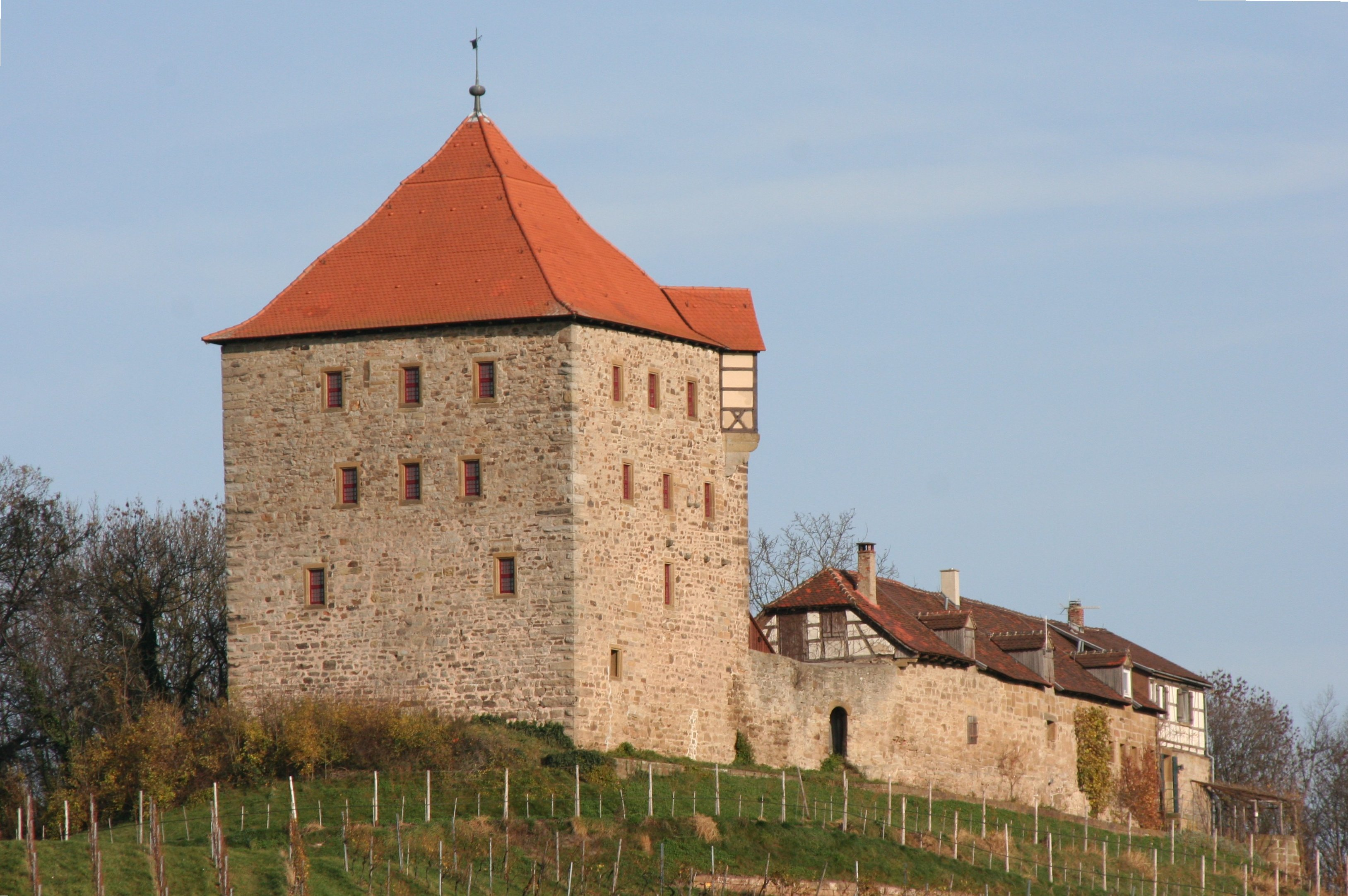
ヴィルデック城

### 博物館
- アプシュタットに郷土博物館がある。

### 建築
- ヴィルデック城（Burg=城砦ともSchuloß=城館とも呼ばれる）は、12世紀に建てられた建築で、現在はヴァインスベルクのブドウ栽培学校の実験施設になっている。
- プロテスタントの教区教会である聖シュテファン教会は、1766年の後期ゴシック建築である。この建物は、古いゴシック建築であった建物の跡に建てられた。1899年の火災の後、ハインリヒ・ドルメッチュにより新たに再建された。

ハッペンバッハ地区の現在の町民会館は、古い学校が改造し、近代的な増築が施されたものである。旧パン焼き小屋とかつてのミルク集荷場は、かつての村のインフラストラクチャとして建設された。地区の中心部には、この他に泉のあるドルフ広場（村の広場）がある。

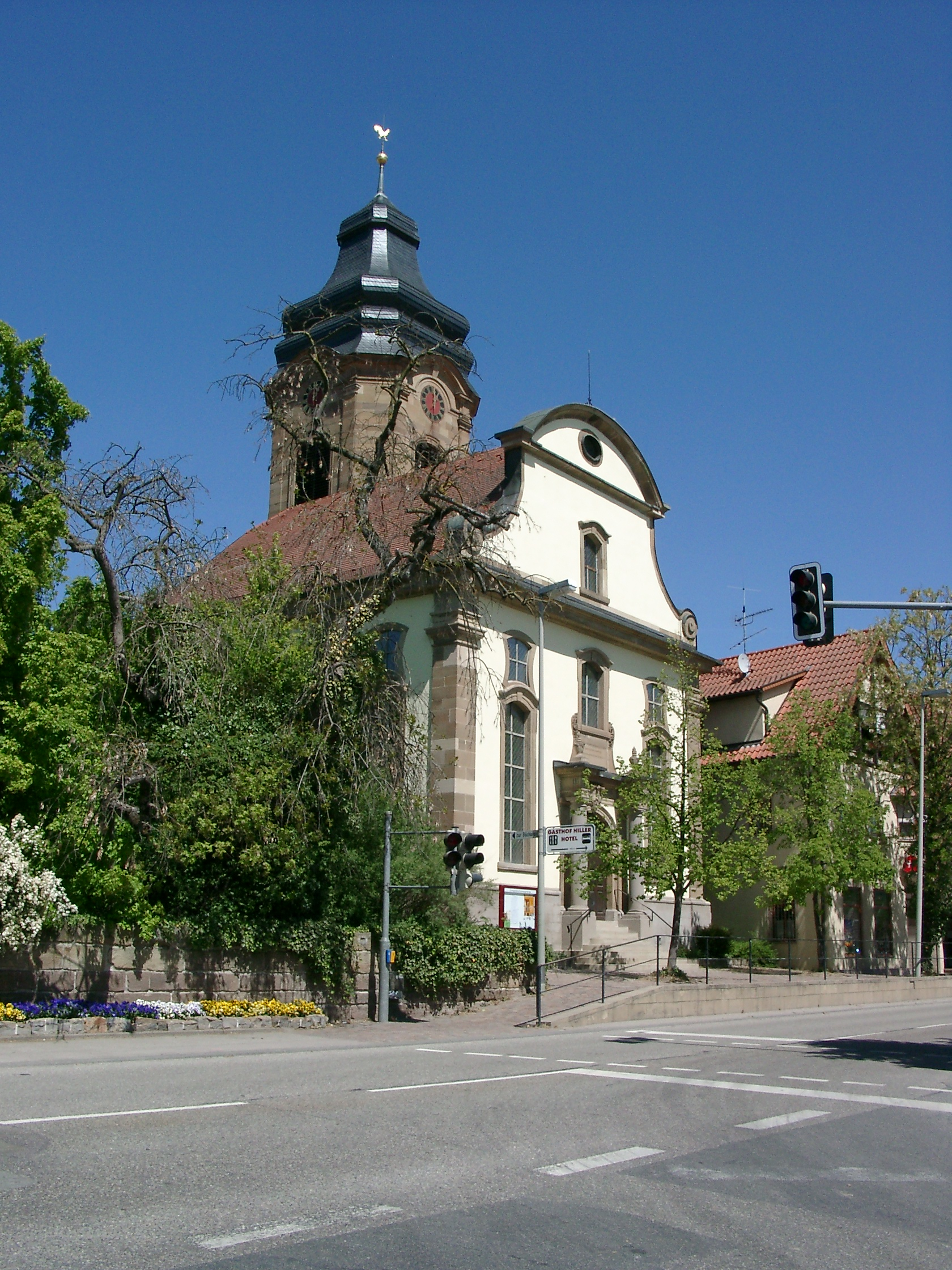
プロテスタント教会
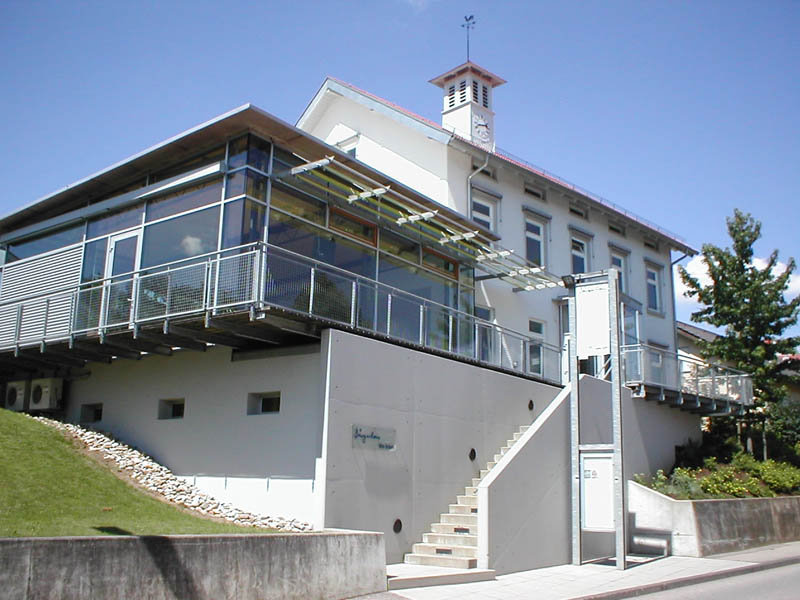
町民会館、旧学校
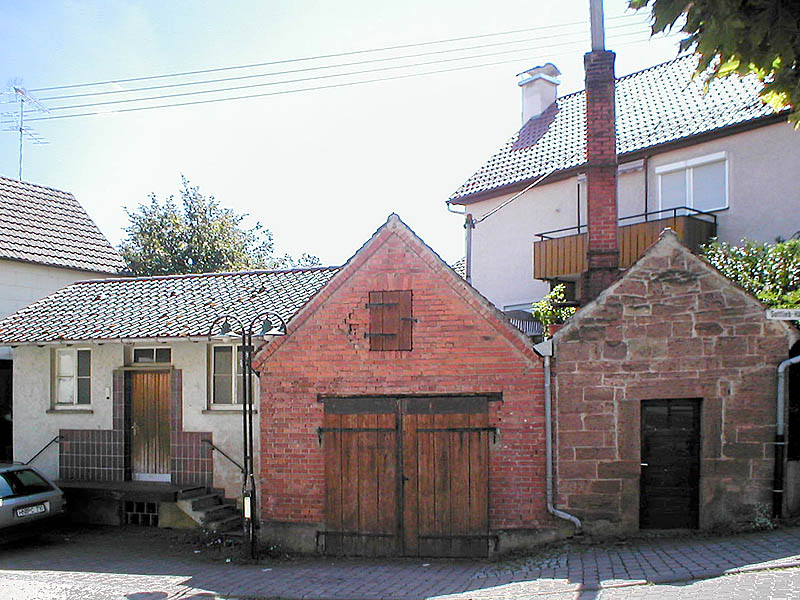
ミルク集荷場とパン焼き小屋
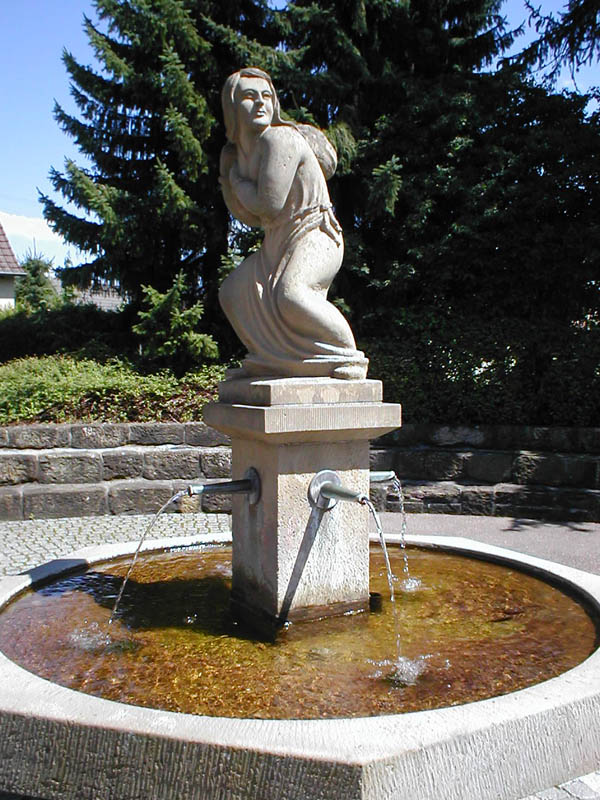
泉とドルフ広場

## 経済と社会資本

### ブドウ栽培
アプシュタットは、ヴュルテンベルク・ワインの産地区分でヴュルテンベルク・ウンターラント地方ショツァハタール大地区に属すワイン町である。

### 交通
アプシュタットは、アウトバーンA81号線沿い、イルスフェルト・インターチェンジとハイルブロン／ウンターグルッペンバッハ・インターチェンジの間に位置している。

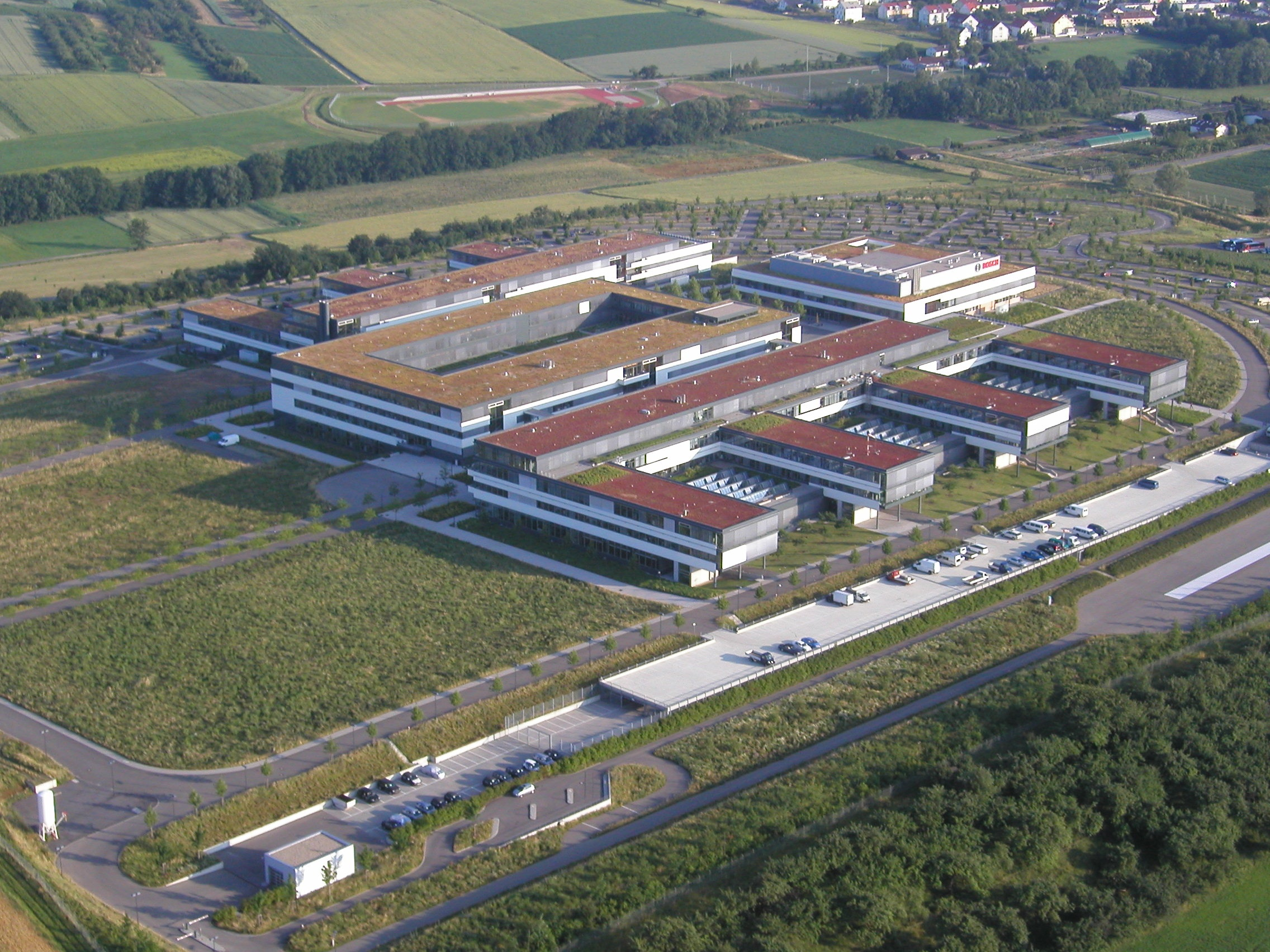
アプシュタットの Bosch 社

### 地元企業
2004年から、2,350人が勤務する（2007年7月現在）Robert Bosch GmbHの開発センターがアプシュタットに置かれた。また、ボッシュの子会社であるBosch Engineering GmbHもこの町にある。アプシュタットは、SAP AGグループに属すSAPシステムハウス Steeb Anwendungssysteme GmbHの本拠地でもある。Steebは、SAP傘下の中小企業を統括している。
国際的に有名なレコードレーベル マサカー・レコード もアプシュタットに拠点を置いている。

### メディア
アプシュタットでの出来事は、日刊紙 Heilbronner Stimmeの南東部版 (SO)に掲載される。

### 公的機関
ヴィルデック城周辺は、ヴァインスベルク・ブドウおよび果樹栽培に関する国立教育・研究機関のエコロジカルなブドウ栽培の農業試験場となっている。

## 引用と脚注
1. ↑  Statistisches Landesamt Baden-Württemberg – Bevölkerung nach Nationalität und Geschlecht am 31. Dezember 2023 (CSV-Datei)
2. ↑  紋章と旗の項の出典:
Heinz Bardua: Die Kreis- und Gemeindewappen im Regierungsbezirk Stuttgart. Theiss, Stuttgart 1987, ISBN 3-8062-0801-8 (Kreis- und Gemeindewappen in Baden-Württemberg, 1). S. 33
Eberhard Gönner: Wappenbuch des Stadt- und des Landkreises Heilbronn mit einer Territorialgeschichte dieses Raumes. Archivdirektion Stuttgart, Stuttgart 1965 (Veröffentlichungen der Staatlichen Archivverwaltung Baden-Württemberg, 9). S. 53
3. ↑  Anja Krezer: Erfolgsgeschichte auf dem Hohbuch-Hügel. In: Heilbronner Stimme 2007年6月30日版、第34面